# 黄宪 (化学家)
黄宪（1933年12月1日—2010年3月6日），男，江苏扬州人，中国有机化学家，浙江大学化学系教授，中国科学院院士。主要从事有机合成化学研究，设计和开发了多种类型的新反应和新方法。

## 生平
黄宪生于江苏扬州。1958年毕业于南京大学化学系。2003年当选为中国科学院院士。